# Danilo I, príncipe de Montenegro
Danilo I, príncipe de Montenegro (en serbio: Данило Петровић Његош; 25 de mayo de 1826-13 de agosto de 1860) fue el metropolitano o príncipe-obispo de Montenegro como Danilo II de Montenegro entre 1851 y 1852, y más tarde príncipe de Montenegro como Danilo I, entre 1852 y 1860. Durante su reinado, Montenegro se convirtió en un estado secular, un principado laico en lugar de un principado-obispado.
En 1852 se vio envuelto en una guerra con el Imperio otomano, que reclamaba tener jurisdicción sobre Montenegro, y las fronteras entre ambos países no se definieron hasta 1858. Danilo, con ayuda de su hermano mayor, Voivode Mirko, derrotó a los otomanos en Ostrog, en 1853 y en la batalla de Grahovac, en 1858. En enero de 1855 se casó en Njeguši con Darinka Kvekić (1837-1892), que procedía de una rica familia serbia de Trieste. Tuvieron una hija, Olga (1859-1896), que nunca se casó.

## Ascenso al poder
Cuando murió Pedro II de Montenegro, el Senado, bajo la influencia de Đorđije Petrović, el montenegrino más rico de su tiempo, proclamó a Pero Tomov Petrović, el hermano mayor de Pedro II como príncipe (no vladika), pero Danilo tenía el apoyo del pueblo, y después de un viaje por Europa y Rusia, volvió con el respaldo de Nicolás I de Rusia y se convirtió en príncipe de Montenegro. Petrović aceptó la derrota y se conformó con su posición como presidente del Senado.
Después de siglos de gobierno teocrático, Danilo fue el primer montenegrino que no mantuvo su posición eclesiástica. Su objetivo era convertir a Montenegro en un reino, pero no vivió lo suficiente para conseguirlo.

## Éxitos militares
Durante el gobierno de Danilo, su hermano mayor, Mirko Petrović-Njegoš, con un ejército de 7500 hombres, ganó la crucial batalla de Grahovac contra los turcos el 1 de mayo de 1858. El ejército otomano huyó, dejando una considerable cantidad de material bélico en manos montenegrinas, que volverían a ser usadas en las guerras de independencia de 1862 y 1875-1878.
La gloria de esta victoria fue rápidamente inmortalizada en canciones y por la literatura de los pueblos eslavos del sur, en particular entre los serbios de Vojvodina, entonces parte del Imperio austro-húngaro. Esta victoria hizo que los grandes poderes reconocieran las fronteras entre Turquía y Montenegro. Una comisión internacional incorporó a Montenegro: Grahovo, Rudine, Nikšić's Župa, más de la mitad de Drobnjaci, Tušina, Uskoci, Lipovo, el Bajo Vasojevići y la parte de Kuči y Dodoši.

## Alianza con Rusia y ruptura

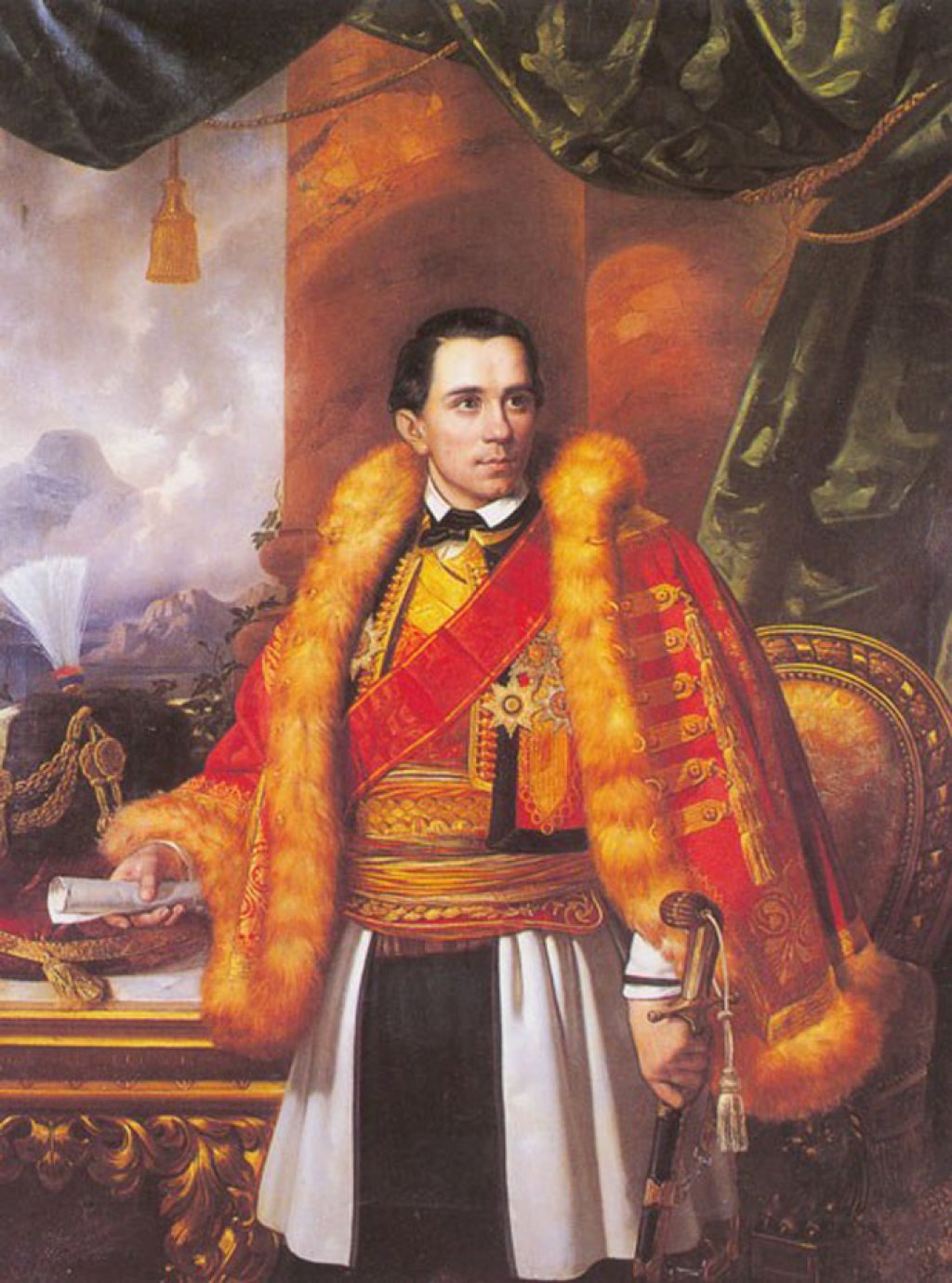
Danilo I, príncipe de Montenegro

Danilo I firmó con Rusia una alianza militar, pero su rica y educada esposa le llevó a establecer buenas relaciones con Francia, lo que fue visto por Rusia, Austria y Serbia como una traición a sus intereses. Por su parte, Europa occidental tenía interés en reducir la influencia de Rusia en el sudeste del continente. La búsqueda del apoyo de Francia a la soberanía de Montenegro —consiguió que este país le diera 200 000 francos anuales—, la derrota de Rusia en la guerra de Crimea en 1854 y el Congreso de París de 1856, alejaron a una Rusia debilitada de la influencia en el país, molestando a muchos montenegrinos influyentes, incluido su hermano Mirko y el presidente del senado Đorđije Petrović. 
Se organizó un plan para asesinar a Danilo liderado por Stevan Perović Cuca y apoyado por potencias extranjeras, pero los leales a Danilo asesinaron a Perović en Estambul.
En 1860, sin embargo, Danilo fue asesinado mientras embarcaba en el puerto de Kotor. El asesino, Todor Kadić, de la tribu Bjelopavlići. Danilo fue asesinado por venganza, por violar a la hermana de Todor. El sobrino de Danilo, el príncipe Nikola, Nicolás I de Montenegro, sucedió a Danilo.

## Gobierno de Danilo
En asuntos internos, Danilo fue un gobernante autoritario y brutal en ocasiones. La centralización del poder contribuyó al desarrollo de las funciones modernas del Estado.
Danilo usó la Ley de Pedro I de Montenegro como inspiración para su propia Ley General de la Tierra de 1855 (Zakonik Danila Prvog). El Código de Danilo estaba basado en las tradiciones y costumbres montenegrinas y se considera la primera constitución nacional de la historia de Montenegro. También prohibió enfrentamientos en la bahía de Kotor, entonces controlada por Austria, y dio libertad de creencias en un país que él mismo reconocía como únicamente serbio y ortodoxo.
En 1855 organizó el primer censo y ordenó registrar a todos los montenegrinos, con el resultado de 80 000 personas,
Danilo estableció un plan de impuestos que fue aceptado por todas las tribus excepto los Kuči. En 1856, mandó a su hermano a castigarlos. Mataron a 247 personas, solo 17 soldados, el resto niños y ancianos, y fueron obligados a pagar impuestos. Otra tribu problemática fueron los Bjelopavlići, a la que se atrajo dando alto cargos a los jefes.